# Samosa
Il samosa è un popolare antipasto e snack costituito da pasta fritta o al forno con un ripieno salato e speziato. Può assumere forme diverse, triangolari, a cono, a mezzaluna, a seconda della regione di provenienza.

## Preparazione
Consiste generalmente in un guscio triangolare (a volte anche semilunare o tetraedrico) di pasta di farina (maida), fritto o al forno, farcito principalmente con patate ma anche con cipolle, piselli, lenticchie, formaggio, carne di manzo o pollo e varie spezie locali come peperoncino o coriandolo. Le dimensioni e la consistenza del ripieno variano a seconda della cultura o del paese dove la samosa viene preparata, anche se generalmente si tratta appunto di un triangolo non più grande di dieci centimetri. La samosa è spesso accompagnata con chutney di tamarindo o cagliata.

## Etimologia
La parola samosa usata nella cultura Hindi può essere fatta riferire al persiano "sanbosag"  che significa "pasta a forma di triangolo". 
In altre culture invece è palese la derivazione dalla radice della parola: sanbusak o sanbusaj (mezzaluna) in arabo, sambosa in Afghanistan, "samosa" in India e Pakistan, "samboosa" in Tagikistan, samsa per le nazioni a maggioranza turca, sambusa in alcune parti dell'Iran e Eritrea, chamuça in Goa, Mozambico e Portogallo. Anche se nelle popolazioni di lingua araba si fa riferimento alla parola sambusak, nei numerosi libri di ricette arabe medioevali la pronuncia era spesso trascritta come sambusaj.

## Storia

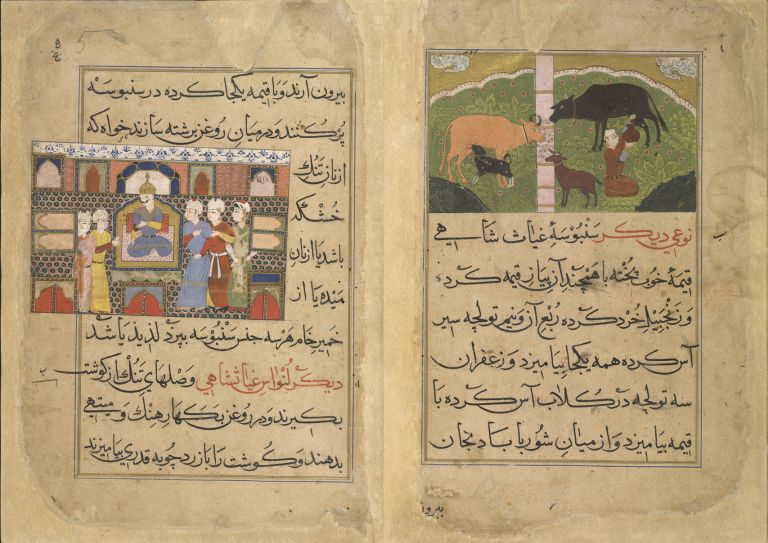
Manoscritto persiano Nimatnama-i-Nasiruddin-Shahi che spiega come vengono cucinati i samosa

Il samosa ha un'origine centroasiatica. La prima menzione del samosa si trova in un testo scritto in persiano dal poeta dell'era abbaside Ishaq al-Mawsili.
Si trovano ricette di samosa nei libri di cucina araba del X-XIII secolo, sotto i nomi sanbusak, sanbusaq e sanbusaj, tutti derivati dalla parola persiana sanbosag. In Iran, il piatto fu popolare fino al XVI secolo, ma nel XX secolo la sua diffusione era limitata ad alcune province (come le sambuse del Larestan). Abolfazl Beyhaqi (995-1077), storico iraniano, lo ha menzionato nella sua opera Tarikh-e Beyhaghi.
Il samosa dell'Asia centrale fu introdotto nel subcontinente indiano nel XIII o XIV secolo da commercianti dell'Asia centrale. Amir Khusro (1253–1325), studioso e poeta reale del Sultanato di Delhi, scrisse intorno al 1300 d.C. che i principi ei nobili apprezzavano il "samosa preparato con carne, burro chiarificato, cipolla e così via".
Ibn Battuta, viaggiatore ed esploratore berbero del XIV secolo, descrive un pasto alla corte di Muhammad bin Tughluq, dove prima del terzo piatto veniva servito il samushak o sambusak, una piccola torta ripiena di carne macinata, mandorle, pistacchi, noci e spezie.
Nimatnama-i-Nasiruddin-Shahi, un libro di cucina indiano medievale creato per Ghiyath Shah, il sovrano del Sultanato di Malwa nell'India centrale, menziona l'arte di fare il samosa. 
L'Ain-i-Akbari, un documento relativo alla gestione dell'impero Moghul del XVI secolo, menziona la ricetta del qottab, di cui dice "il popolo dell'Hindustan chiama sanbúsah".

## Varianti regionali
Essendo il piatto molto diffuso in molteplici comunità vi sono molti modi di preparare la samosa.

### Bangladesh

Samosa bengalese con salsa

I samosa sono snack popolari in Bangladesh e si trovano sia di forma piatta (triangolare) che tridimensionali (tetraedro / piramide triangolare). Una versione bengalese del samosa tridimensionale  è chiamata সিঙাড়া (shingara) ed è normalmente più piccola della varietà standard. Lo shingara è solitamente ripieno di patate a pezzi, verdure, noci, ecc. Tuttavia, gli shingara ripieni di fegato di manzo sono molto popolari in alcune parti del paese. Il samosa di forma piatta è chiamato somosa o somucha e viene solitamente riempito di cipolle e carne macinata.

### Uzbekistan
In Uzbekistan vengono preparati a base di carne o zucca e chiamati samsa.

### Maldive
I tipi e le varietà di samosa prodotti nella cucina maldiviana sono conosciuti come bajiyaa. Sono farciti con una miscela di pesce (spesso tonno) e cipolle.

## Galleria d'immagini

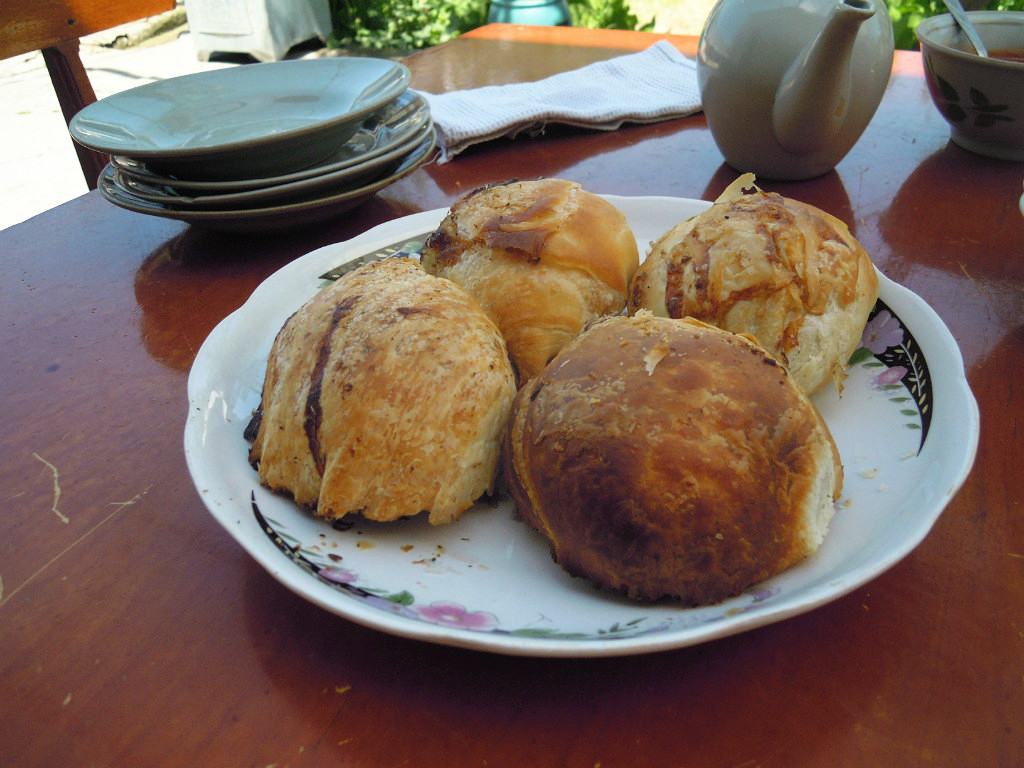
Samsa uzbeki
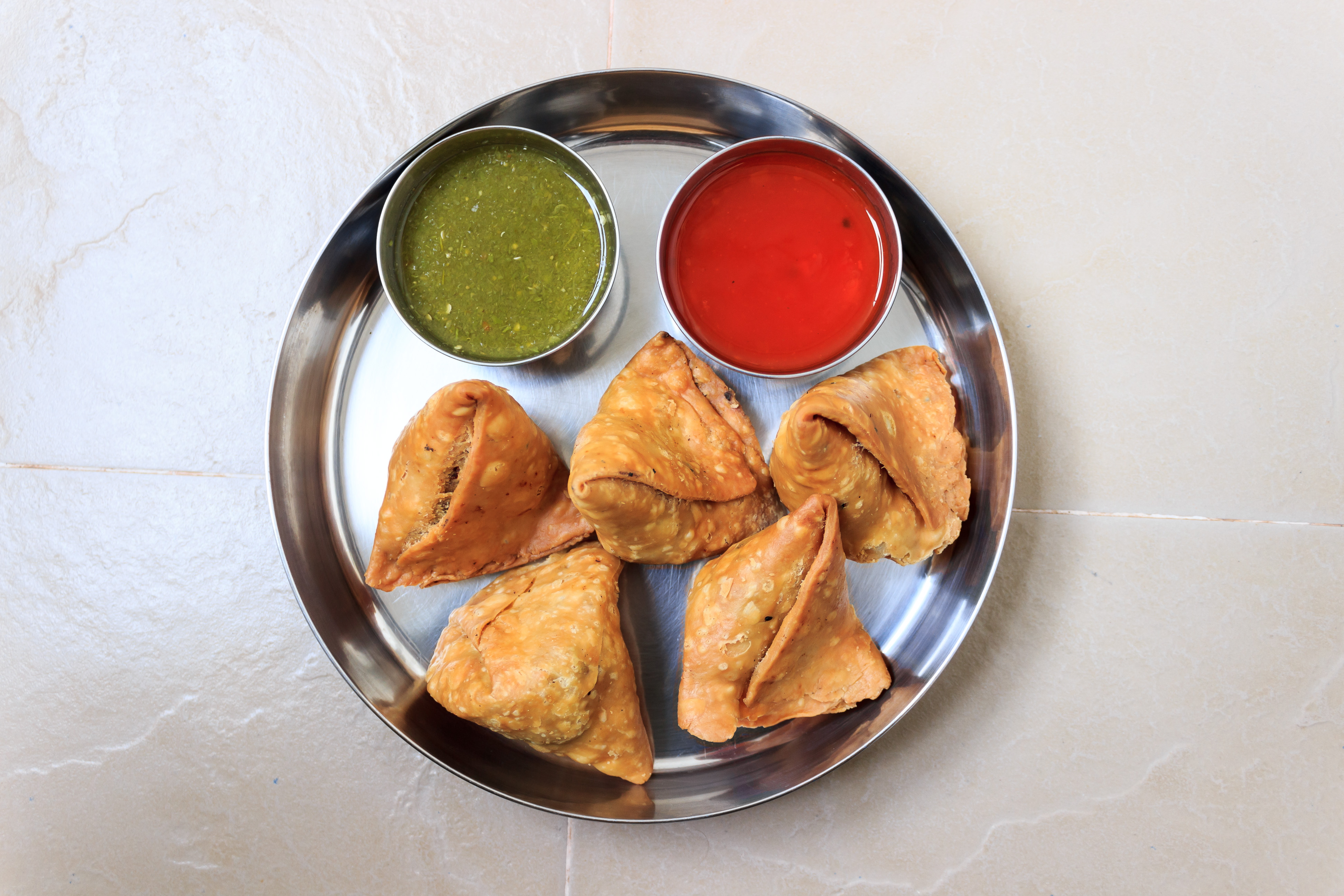
Samosa indiane
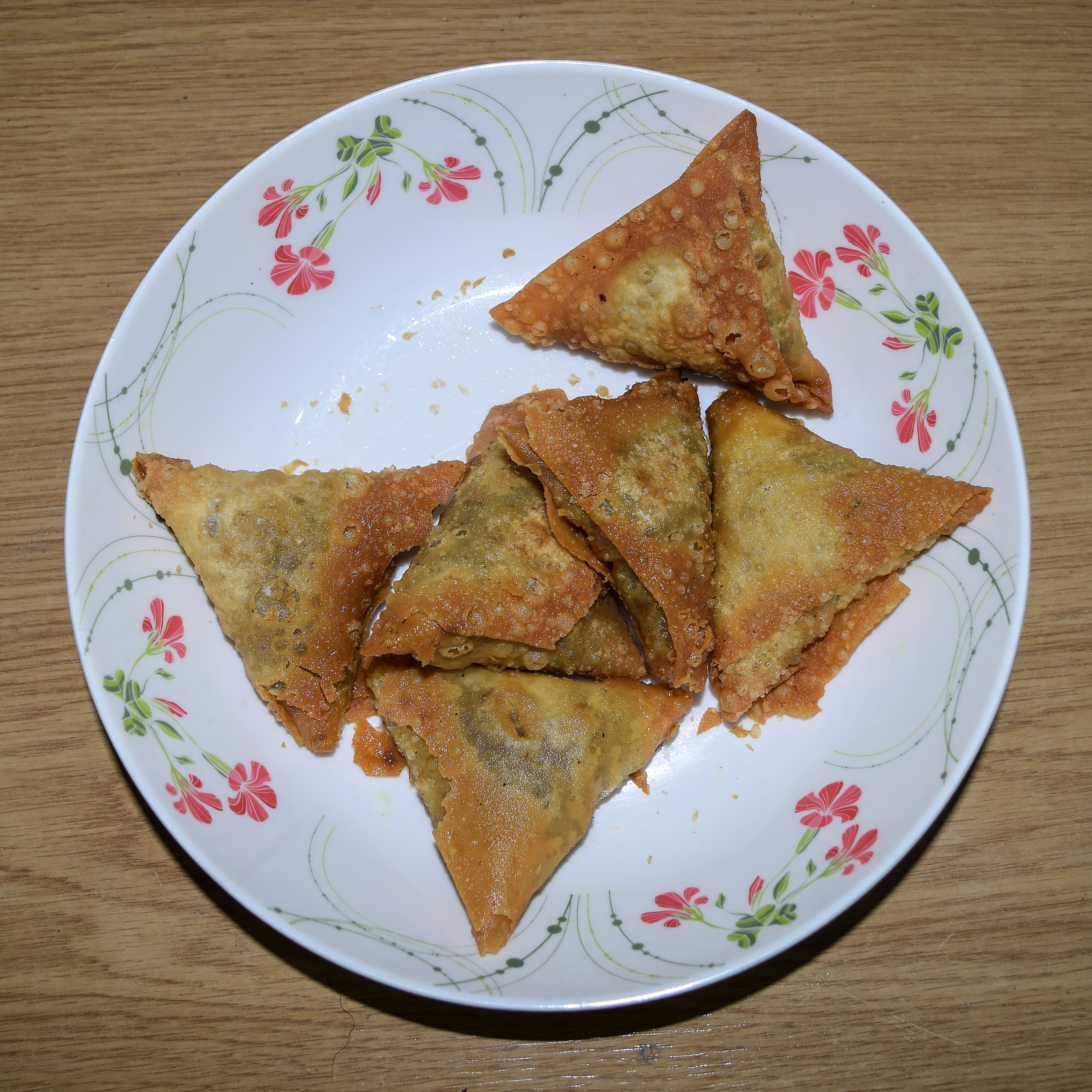
Samosa bengalesi
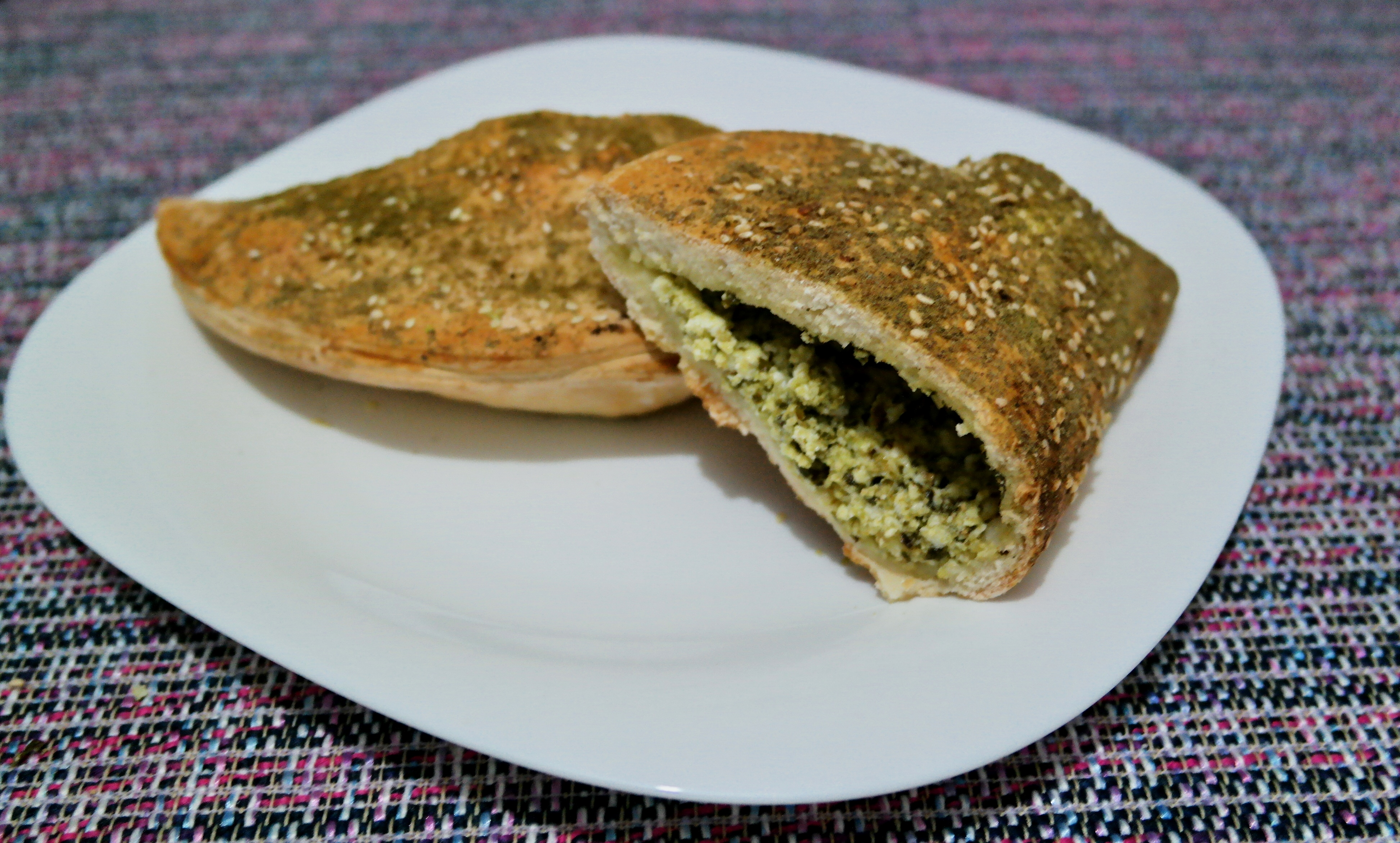
Sambusak ripiene